# Thomas Ganske
Thomas Ganske (* 30. Juni 1947 in Celle) ist ein deutscher Buchhändler und Verleger.

## Biografie
Ganske ist der Sohn von Kurt Ganske und Gerda Ganske; das Paar hatte drei Söhne und eine Tochter.
Ganske studierte in Göttingen und München Kunstgeschichte. 1979 übernahm er nach dem Tod seines Vaters Kurt Ganske den Vorstandsvorsitz der Ganske Verlagsgruppe. Sein älterer Bruder Michael (* 1939) wanderte 1978 nach Kanada aus. 1986 entwickelte er zusammen mit Markus Peichl das Magazin Tempo.

### Privatleben
Ganske war  mit Victoria Maria Ganske verheiratet, die im Oktober 2016 starb. Der gemeinsame Sohn Sebastian ist als Gesellschafter am Jahreszeiten Verlag beteiligt.